# Montée (route)
Pour les articles homonymes, voir Montée.

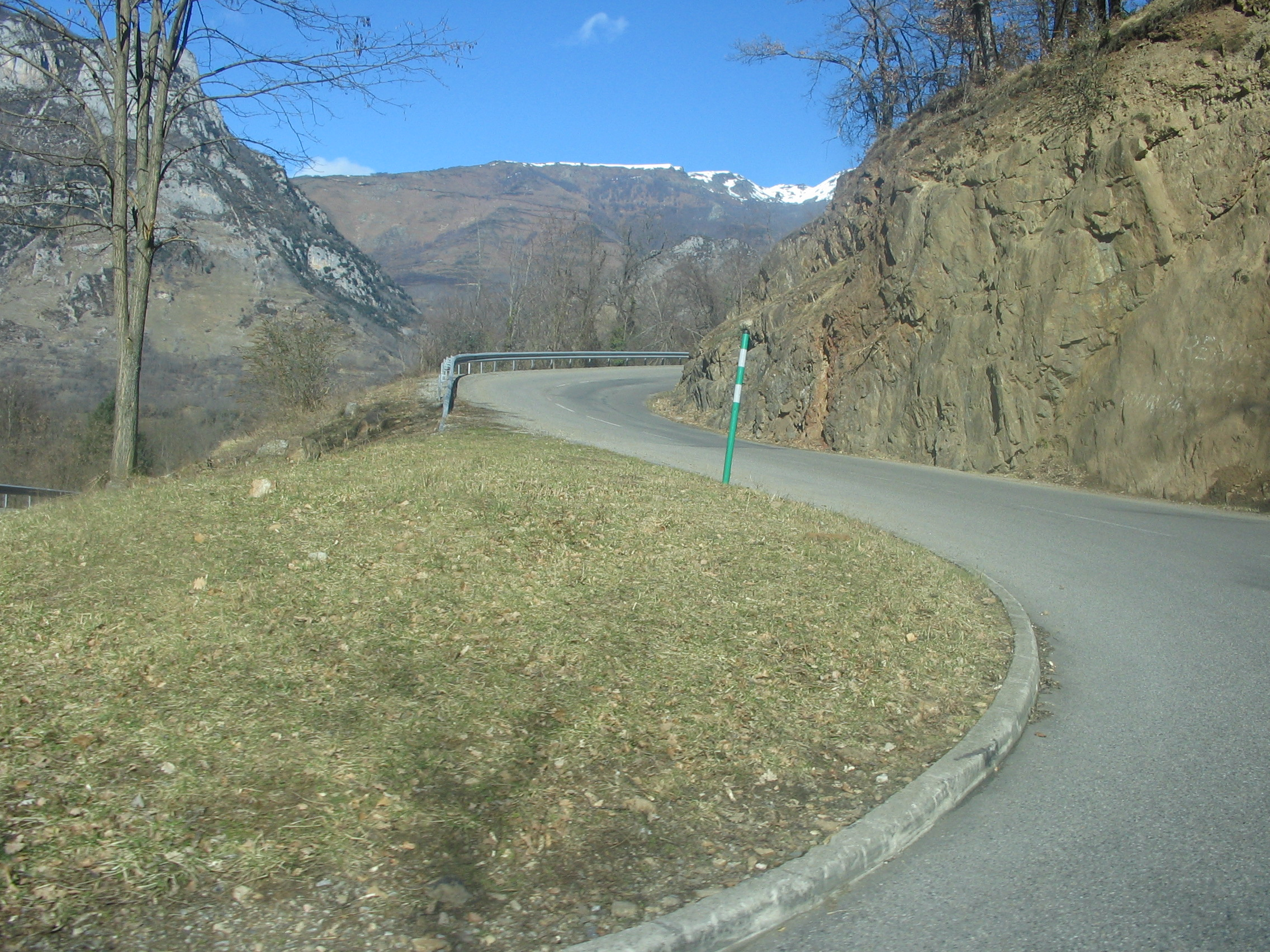
La montée du Plateau de Beille

Dans le domaine routier, une montée est une route ou toute autre voie de communication ascendante, naturelle ou artificielle.
On utilise également le terme de côte pour désigner ce type de voie dont la déclivité est notable.
C'est donc une pente conduisant vers une hauteur, dans son sens ascendant.

## Exemples d'odonymes de montées
- Montée du Gourguillon à Lyon
- Montée Saint-Sébastien à Lyon
- Montée Castellane , l'une à Caluire-et-Cuire, l'autre à Rillieux-la-Pape
- Montée de la Grande-Côte à Lyon
- Montée des Carmélites à Lyon
- Montée Saint-Barthélémy à Lyon
- Montée de Choulans à Lyon
- Côte-Saint-Luc à l'Île de Montréal
- Côte-des-Neiges à Montréal

## Galerie

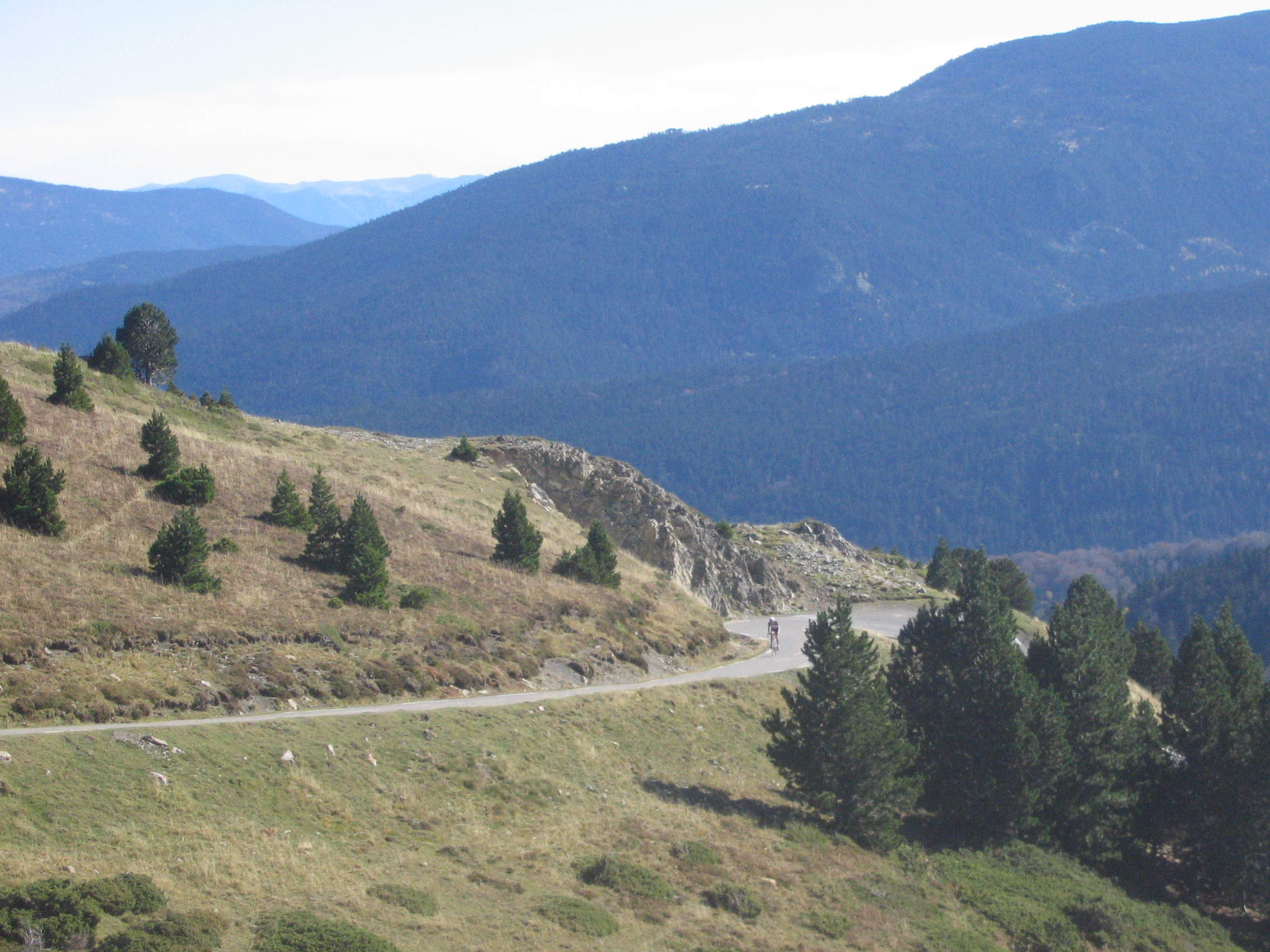
La montée du Port de Pailhères
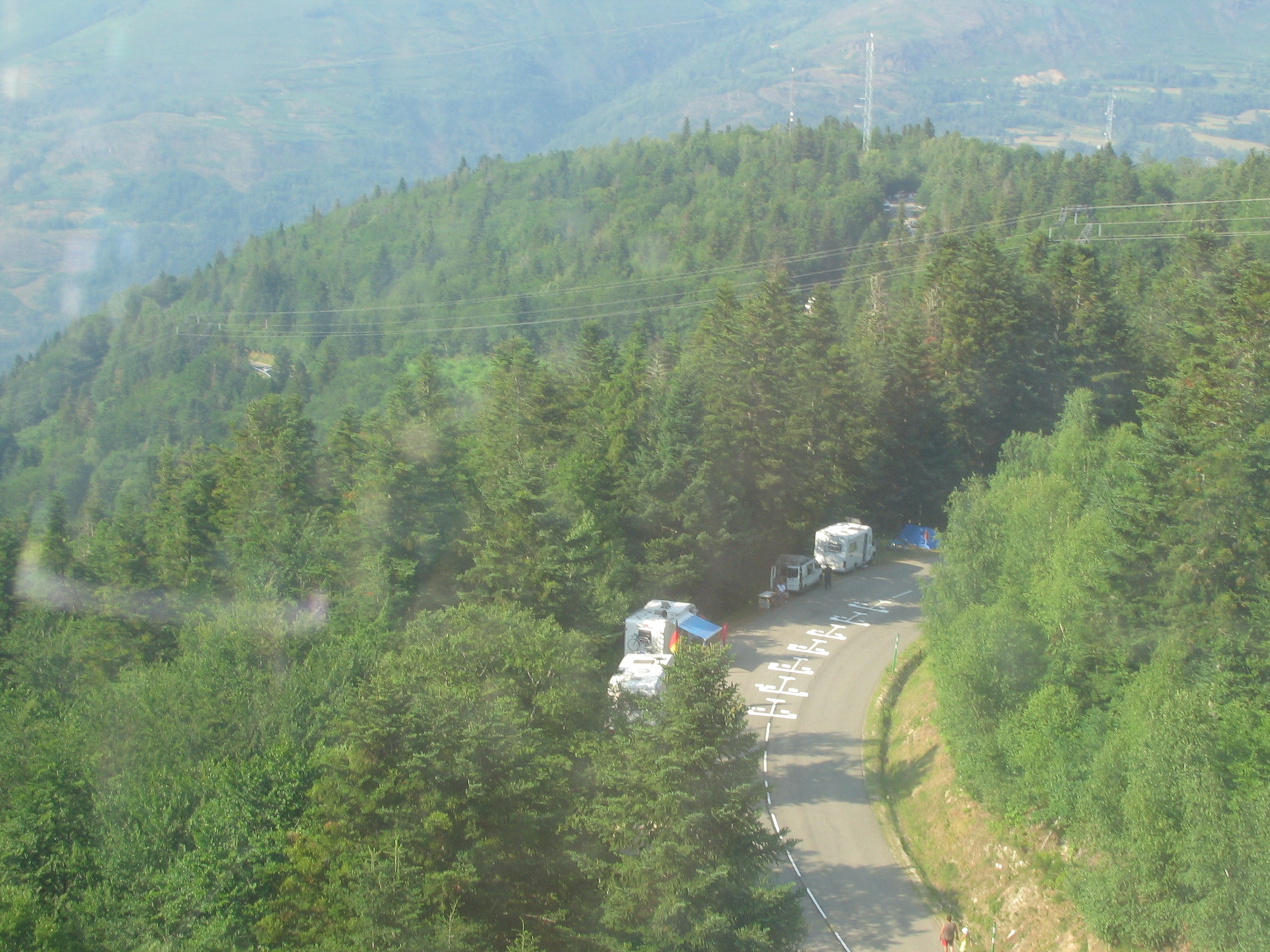
La montée d'Ax 3 Domaines
Symbole de danger de forte montée
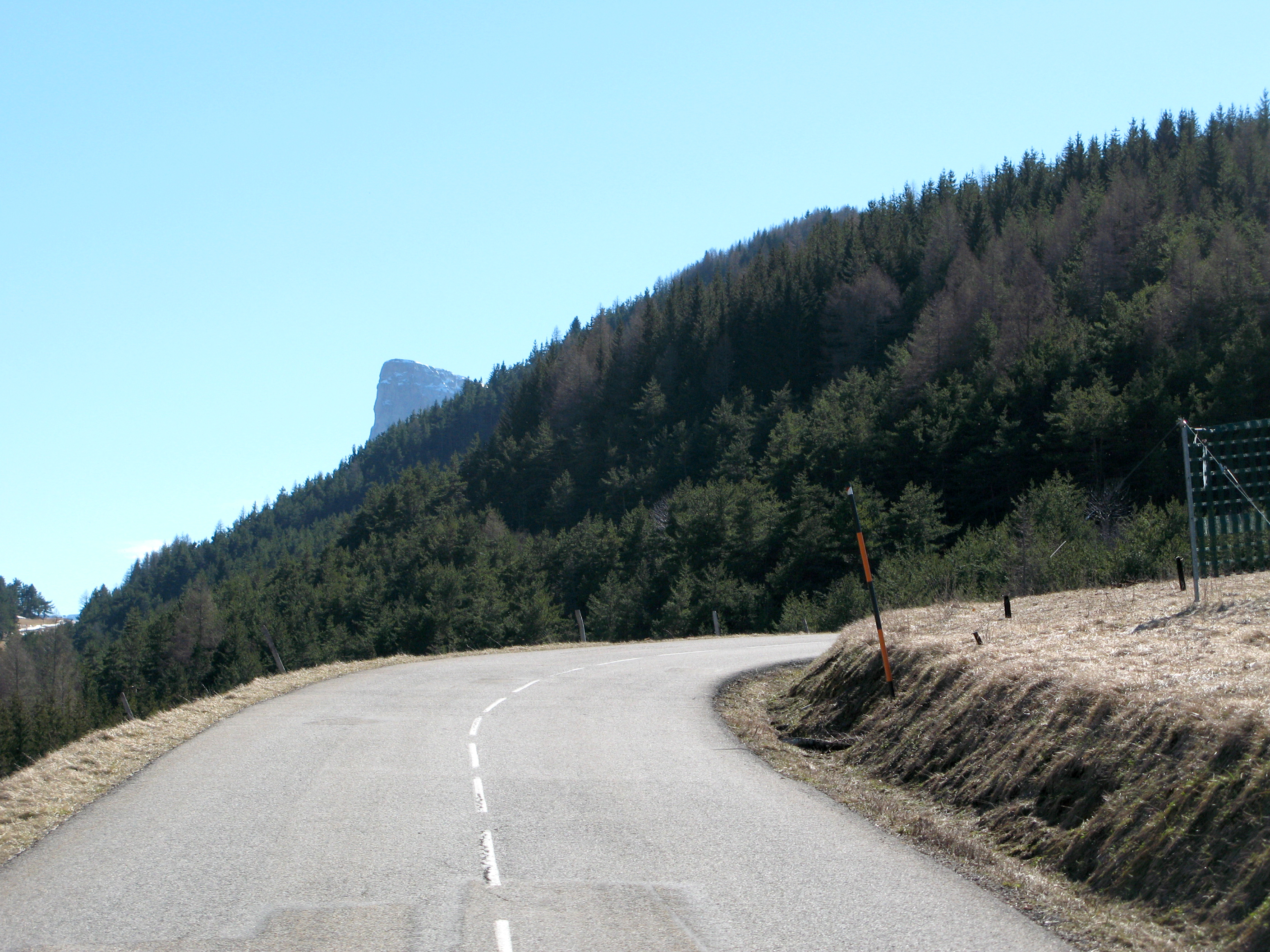
La montée du col de l'Allimas dans le massif du Vercors